# Denis Golovanov
Denis Jur'evič Golovanov (in russo Денис Юрьевич Голованов?; Soči, 27 marzo 1979) è un tennista russo.

## Biografia
Golovanov è nato il 27 marzo 1979 a Soči in Russia da Jurij e Natasha.

## Carriera
Ha vinto un titolo in doppio con Kafelnikov.

## Statistiche

### Doppio (1)
| Legenda Doppio         | Grande Slam (0) |
| Tennis Masters Cup (0) |                 |
| ATP Tour (1)           |                 |